# Hers to Hold
Hers to Hold ist eine US-amerikanische Komödie aus dem Jahr 1943, in der Deanna Durbin nach Three Smart Girls von 1936 und Three Smart Girls Grow Up von 1939 zum dritten und letzten Mal den Charakter der Penny Craig spielt. Regie führte Frank Ryan.

## Handlung
Der Bomberpilot Bill Morley verliebt sich auf Anhieb in die attraktive Penelope Craig, als er sie beim Blutspenden trifft. Er gibt sich als Doktor aus, doch seine kleine Lüge fliegt umgehend auf. Doch wirklich böse kann Penny dem charmanten Bill nicht sein. Nach etlichen Verwicklungen nimmt die Romanze ihren Lauf und beide heiraten. Penny arbeitet jetzt als freiwillige Helferin in der Rüstungsindustrie, um so ihren Beitrag für den Sieg des Landes im Krieg zu liefern. Um zu verhindern, dass Bill eingezogen wird, versucht sie ihren Vater zu überreden, Bill vor einem solchen Schicksal zu bewahren. Erst als dieser ihr ernsthaft ins Gewissen redet und sie davon überzeugt, dass jeder in diesen schweren Zeiten seinen Beitrag zu leisten habe, gibt Penny ihren Widerstand auf. Mit einem Kuss verabschiedet sie ihren Mann in den Krieg.

## Hintergrund
Deanna Durbin war bis zum Aufstieg von Bud Abbott und Lou Costello der einzige Topstar der Universal Studios. Seit ihrem Debüt 1936 in Drei süße Mädels war Durbin auf den Typ des netten Mädchens von nebenan festgelegt, das mit Witz und Gesang jedes noch so verwickelte Problem zu lösen in der Lage ist. Die Schauspielerin war jedoch zunehmend unzufrieden mit den immer gleichen Rollen und verlangte nach dramatischen Sujets mit ernsthaften Themen. Der Streit eskalierte schließlich 1942 als Durbin für fast acht Monate in den Streik trat, um ihre Forderungen durchzusetzen. Der erste Film, der Durbin als erwachsene Frau mit wirklichen Herausforderungen zeigte, war Neun Kinder und kein Vater, der sich jedoch künstlerisch als Reinfall erwies. Das Studio versuchte jetzt wieder einen Film mit erprobten Themen und setzte Deanna Durbin zum letzten Mal als Penelope „Penny“ Craig ein, die sie erstmals in Drei süße Mädels gespielt hatte. Um die Kontinuität und den Bezug zu den beiden vorherigen Auftritt entsprechend deutlich zu machen, lautete der ursprüngliche Arbeitstitel des Films auch Three Smart Girls Join Up. Mit der Verpflichtung von Gilbert Adrian, der seit 1942 als freiberuflicher Kostümdesigner arbeitete, stellte das Studio jedoch gleichzeitig sicher, dass Durbin mit dem größtmöglichen Aufwand an Chic und Eleganz auf der Leinwand erschien.
Der Film wurde für das Studio zum größten finanziellen Erfolg des Jahres.

## Kritik
Die New York Times befand den Film als angenehme Unterhaltung, die deutlich besser sei als der vorherige Misserfolg Neun Kinder und kein Vater. („Deanna Durbin, whose debut earlier this year as a grown-up young woman in ‘The Amazing Mrs. Holliday’, hardly was a happy one, has fared considerably better at the hands of Universal in ‚Hers to Hold‘.“)

## Auszeichnungen
Bei der Oscarverleihung 1944 erhielt der Film eine Nominierung in der Kategorie
- „Bester Song“ für Say a Prayer for the Boys Over There von Jimmy McHugh und Herb Magidson.